# Periclimenaeus chacei
Periclimenaeus chacei är en kräftdjursart som beskrevs av Abele 1971. Periclimenaeus chacei ingår i släktet Periclimenaeus och familjen Palaemonidae. Inga underarter finns listade i Catalogue of Life.